# Lucifer Rising
Lucifer Rising è un film documentario sperimentale del regista Kenneth Anger. Il film venne completato nel 1972 ma fu distribuito soltanto nel 1980.

## Trama
Il film non ha una trama vera e propria, si svolge in diversi luoghi ritenuti "magici" in Egitto, Inghilterra e Germania. Secondo alcune fonti parte delle riprese sarebbero state effettuate sull'Etna.
Nel film viene narrata, sostanzialmente, l'ascesa di Lucifero, figura divina considerata emblema del bene assoluto e del male assoluto in contemporanea. E la sua evocazione da parte di 5 diverse entità: Iside e Osiride (divinità egiziane che rappresentano rispettivamente la natura e la fecondità, la morte e la resurrezione); un adepto; Lilith (qui rappresentata come dea della distruzione) e un mago (interpretato dallo stesso Anger).
Il film è costituito da una serie di sequenze prive di dialoghi che raffigurano celebrazioni pagane, riti magici, evocazioni oscure, spesso utilizzando frenetiche tecniche di montaggio alternato.

## Produzione
Kenneth Anger iniziò le riprese del film nel 1966 circa, assumendo un giovane musicista di nome Bobby Beausoleil per recitare come attore nella pellicola e comporre la musica della colonna sonora. La lavorazione del film venne abbandonata nel 1967 perché Anger asserì che i nastri di quanto girato finora erano stati rubati da Beausoleil stesso. (Beausoleil e gli altri invece dissero che Anger aveva semplicemente finito i soldi stanziati per il film.)
Anger allora utilizzò parte del materiale girato per un nuovo cortometraggio intitolato Invocation of My Demon Brother, del 1969. Poco tempo dopo, nel 1970, Beausoleil venne incarcerato con l'accusa di aver assassinato Gary Hinman dietro ordine di Charles Manson.
(Anger a proposito delle riprese di Lucifer Rising)
Anger riprese in mano il progetto di Lucifer Rising nello stesso periodo, con la cantante britannica Marianne Faithfull come attrice nel film. Chris Jagger, il fratello di Mick Jagger, ebbe una forte lite con il regista durante le riprese e come conseguenza, la maggior parte delle sue scene furono tagliate al montaggio.
Circa le numerose difficoltà incontrate durante la realizzazione del film, Anger così si espresse: 
(Kenneth Anger)

## Colonna sonora
Il chitarrista dei Led Zeppelin, Jimmy Page, che si era occupato di scrivere parte della colonna sonora per il film, che non venne però utilizzata, fa una breve apparizione. Un barbuto Page tiene in mano una stele egizia mentre ammira un ritratto dell'occultista Aleister Crowley. La colonna sonora scartata da Anger, originariamente preparata da Jimmy Page, venne infine pubblicata nel 2012 con il titolo Lucifer Rising and Other Sound Tracks. Kenneth Anger ebbe un litigio ampiamente pubblicizzato con Jimmy Page a proposito della colonna sonora di Lucifer Rising. Anger dichiarò che Page ci aveva messo tre anni per ultimare la musica, e che il risultato finale era stato una cantilena di 25 minuti, inutilizzabile. Oltretutto, Anger accusò Page di "avere una relazione con la Bianca Signora" e di essere troppo dipendente e stordito dalla droga per riuscire a completare il lavoro. Page controbatté dicendo di avere adempiuto a tutti i suoi obblighi, addirittura prestando ad Anger i suoi attrezzi per il montaggio del film per aiutarlo a portare a termine il progetto. Il regista allora commissionò a Beausoleil la colonna sonora, che fu scritta e registrata in carcere. Anger si era rivolto a Page nel '73, e a Beausoleil nel '76. Questi impiegò altri 4 anni per comporre le musiche adeguate al film. La cui versione definitiva venne presentata nel 1980.